# Murilo Araújo
Murillo Araujo (Serro, 26 de outubro de 1894 -- Rio de Janeiro, 1 de agosto de 1980) foi um poeta brasileiro.

## Biografia
Murillo Araujo mudou-se em 1907 para o Rio de Janeiro e ingressou como interno no Colégio Pedro II, onde mais tarde seria professor de desenho. Embora se formasse em direito (1921), pouco exerceu dessa profissão, dedicando-se ao jornalismo. 
Murillo Araujo foi um dos expoentes do Modernismo, movimento que foi um dos pioneiros ao publicar, em 1917, o livro Carrilhões, cinco anos antes da Semana de Arte Moderna. A Enciclopédia de Literatura Brasileira registra: "Apoiado nos estudos de Mário da Silva Brito, publicados em 'Anhembí', oferece Antônio Soares Amora a seguinte sucessão de momentos significativos anteriores à Semana de Arte Moderna de 1922, e já no rumo deliberado da renovação: (...) "...ainda em 1917 vários poetas novos começaram a impor-se:" (...) "...Murillo Araujo, 'Carrilhões'...".
Como índice da modernidade de Murillo Araujo, desponta o fato do seu poema Macumba, ter recebido, em 1930, aclamadora alusão na conferência "Poesia Moderníssima do Brasil", proferida no curso de férias da Faculdade de Letras de Coimbra, pelo professor da Cadeira de Estudos Brasileiros, Dr. Manoel de Souza Pinto.  
Seguiram-se a este livro A galera (escrito em 1915, mas publicado anos depois), Árias de muito longe (1921), A cidade de ouro (1927), A iluminação da vida (1927), A estrela azul (1940) -- esta obra foi traduzida pelo poeta uruguaio Gaston Figuera para o espanhol com o nome La Estrela Azul e publicada em Nova York (EUA) --, As sete cores do céu (1941), A escadaria acesa (1941), O palhacinho quebrado (1946), A luz perdida (1952) e O candelabro eterno (1955). A obra em prosa limita-se a quatro livros: A arte do poeta (1944), Ontem ao luar (1951), uma biografia do compositor Catulo da Paixão Cearense, Aconteceu em nossa terra (pequenos casos de grandes homens) e Quadrantes do Modernismo Brasileiro (1958). Murillo Araujo também traduziu o livro O inspetor geral, do escritor russo Nikolai Gogol (Sorotchintsi, 1809 – Moscou, 1852).
Em 1960, a Editora Pongetti lançou, em três volumes, toda a sua obra poética, com o título Poemas Completos de Murillo Araujo.

## O grupo Festa
Ele foi integrante do grupo Festa -- que contou com a participação de Cecília Meireles, José Cândido de Andrade Muricy, Adonias Filho e Tasso da Silveira.
O poeta foi um dos artistas do modernismo mais influenciado pelo Simbolismo. O grupo, que editava a revista de mesmo nome, integrava que a Corrente Espiritualista do Modernismo. O poeta era também famoso freqüentador dos sabadoyles, organizados pelo bibliófilo Plínio Doyle.
Dentre os poetas que o influenciaram estão Walt Whitman - poeta norte-americano - Antônio Nobre -- poeta português, considerado a maior figura do simbolismo em Portugal—e Émile Verhaeren -- poeta belga de expressão francesa. Autor de contos, peças de teatro e crítica literária, além de poesia, evoluiu do naturalismo para o misticismo.

## Prêmio Machado de Assis
Em 1971, ele recebeu o Prêmio Machado de Assis da Academia Brasileira de Letras, pelo conjunto de sua obra.

## Murillo e a música
Parte de suas poesias chegou a ser musicada. O compositor Heitor Villa-Lobos (Rio de Janeiro, 1887 - Rio de Janeiro, 1959) compôs três obras com letras dele, Canção da Imprensa (1940), Juramento e Canção de Cristal (1955).
O poeta foi musicado também por Francisco Braga (Rio de Janeiro, 1868 -- idem, 1945), o autor do Hino à Bandeira, na música Moreninha, Eleazar de Carvalho (Igatu -- CE, 1912 - São Paulo, 1996) -- em Canto a Porto Seguro --, Luciano Gallet (Rio de Janeiro, 1893 -- idem, 1931) -- em Interpretações'-, Heckel Tavares (Satuba, AL, 1896 -- Rio de Janeiro, 1969)-- Banzo, Oração do Guerreiro, Funeral d´um rei Nagô, Três canções de Natal e Anhangüera; e Fernando Lobo—que adotou o pseudônimo de Marcelo Tupinambá, compositor popular brasileiro (Tietê, SP, 1892 -- São Paulo, 1953) -- Treva Noturna.
Murillo Araujo compôs Canto Heróico do Liceu de Artes e Ofícios e Canta, Canta, Passarinho, cujo arranjo é de Vila-Lobos.